# Tetrastigma tsaianum
Tetrastigma tsaianum är en vinväxtart som beskrevs av Cheng Yih Wu. Tetrastigma tsaianum ingår i släktet Tetrastigma och familjen vinväxter. Inga underarter finns listade i Catalogue of Life.